# Campeonato de Escocia de Rugby 2013-14
El Campeonato de Escocia de Rugby (Premiership) de 2013-14 fue la 41° edición del principal torneo de rugby de Escocia.

## Sistema de disputa
El torneo se disputó en formato de todos contra todos en la que cada equipo enfrentó a cada uno de sus rivales.
El equipo que al finalizar el torneo obtuviera mayor cantidad de puntos, se coronó como campeón del torneo
El penúltimo clasificado disputó una promoción frente al subcampeón de la segunda división y el último descendió directamente a dicha categria.

## Clasificación
| Pos. | Equipo                 | Encuentros | Encuentros | Encuentros | Encuentros | Tantos | Tantos | Tantos | Puntos |
| Pos. | Equipo                 | PJ         | PG         | PE         | PP         | F      | C      | Dif    | Puntos |
| ---- | ---------------------- | ---------- | ---------- | ---------- | ---------- | ------ | ------ | ------ | ------ |
| 1.º  | Melrose RFC            | 18         | 15         | 0          | 3          | 494    | 312    | +182   | 69     |
| 2.º  | Gala RFC               | 18         | 13         | 1          | 4          | 481    | 315    | +166   | 68     |
| 3.º  | Ayr RFC                | 18         | 13         | 0          | 5          | 456    | 294    | +162   | 65     |
| 4.º  | Heriot's FP            | 18         | 12         | 1          | 5          | 403    | 347    | +56    | 58     |
| 5.º  | Glasgow Hawks          | 18         | 6          | 2          | 10         | 392    | 416    | -24    | 37     |
| 6.º  | Hawick RFC             | 18         | 6          | 1          | 11         | 354    | 449    | -95    | 34     |
| 7.º  | Currie Chieftains      | 18         | 7          | 1          | 10         | 357    | 464    | -107   | 34     |
| 8.º  | Stirling County RFC    | 18         | 6          | 0          | 12         | 278    | 358    | -80    | 33     |
| 9.º  | Edinburgh Accies       | 18         | 6          | 0          | 12         | 339    | 485    | -146   | 38     |
| 10.º | Aberdeen Grammar Rugby | 18         | 3          | 0          | 15         | 338    | 452    | -114   | 23     |

|  | Campeón.                                               |
|  | Repechaje frente al subcampeón de la segunda división. |
|  | Descendido.                                            |

| Bandera de Escocia  |
| Campeón Melrose RFC |
| Noveno título       |

## Promoción
| 5 de abril de 2014 | Edinburgh Accies | 23 - 13 | Stewart's Melville |  |  |

- Edinburgh Accies mantiene su puesto en la Premiership para la siguiente temporada.